# Bouhans-lès-Lure
Bouhans-lès-Lure ist eine französische Gemeinde im Département Haute-Saône in der Region Bourgogne-Franche-Comté.

## Geographie
Bouhans-lès-Lure liegt auf einer Höhe von 300 Metern über dem Meeresspiegel, 6 Kilometer westlich von Lure und etwa 22 Kilometer ostnordöstlich der Stadt Vesoul (Luftlinie). Das Dorf erstreckt sich im zentralen Teil des Departements, in der Ebene von Lure, nördlich der Niederung des Bourbier.
Die Fläche des 9,11 Quadratkilometer großen Gemeindegebiets umfasst einen Abschnitt der Ebene von Lure. Die Schwemmebene am Rand der Vogesen liegt durchschnittlich auf 300 Meter. Das Gebiet wird von der Niederung des Bourbier in West-Ost-Richtung durchzogen. Hier befinden sich mehrere Fischweiher. Die Talniederung und die angrenzende Ebene werden überwiegend landwirtschaftlich genutzt. Nach Osten erstreckt sich das Gemeindeareal in die ausgedehnten Waldungen von Bois de Bouhans und Bois des Franches Communes. Die östliche Abgrenzung wird durch den Bachlauf des Picot markiert, der für die Entwässerung des Gebietes nach Süden über die Reigne zum Ognon sorgt. Mit einem schmalen Zipfel reicht der Gemeindeboden westwärts auf die bewaldete Höhe des Mont Jarrot. Mit 385 Meter wird hier die höchste Erhebung von Bouhans-lès-Lure erreicht. Sie besteht aus Muschelkalk der mittleren Trias.
Zu Bouhans-lès-Lure gehört die Siedlung La Brosse (303 Meter) südlich der Niederung des Bourbier. Nachbargemeinden von Bouhans-lès-Lure sind Quers im Norden, Lure im Osten, Magny-Vernois und Amblans-et-Velotte im Süden sowie Adelans-et-le-Val-de-Bithaine im Westen.

## Geschichte
Überreste eines römischen Verkehrsweges weisen auf eine frühe Besiedlung des Gebietes hin. Erstmals schriftlich erwähnt wird Bouhans im Jahr 1178 in einer Urkunde des Klosters Lure. Im Mittelalter gehörte das Dorf zur Freigrafschaft Burgund und darin zum Gebiet des Bailliage d’Amont. Die lokale Herrschaft hatte im 13. Jahrhundert das Kloster Luxeuil inne, später kam der Ort an die Herrschaft Colombier. Zusammen mit der Franche-Comté gelangte Bouhans-lès-Lure mit dem Frieden von Nimwegen 1678 definitiv an Frankreich. Heute ist Bouhans-lès-Lure Mitglied des Gemeindeverbandes Triangle Vert.

## Sehenswürdigkeiten
Die Dorfkirche Saint-Aubin wurde im 19. Jahrhundert im Stil der Neugotik an der Stelle eines ursprünglich romanischen Vorgängerbaus errichtet. Sie beherbergt eine Marienstatue (18. Jahrhundert). Zu den weiteren sehenswerten Gebäuden zählen das Pfarrhaus von 1870 und die Mairie (Rathaus) von 1750. Das Lavoir (1842), dessen Dach von zahlreichen Säulen getragen wird, steht etwas außerhalb des Dorfes. Im Weiler La Brosse befindet sich die Auberge Rouge, die um 1600 erbaut wurde.

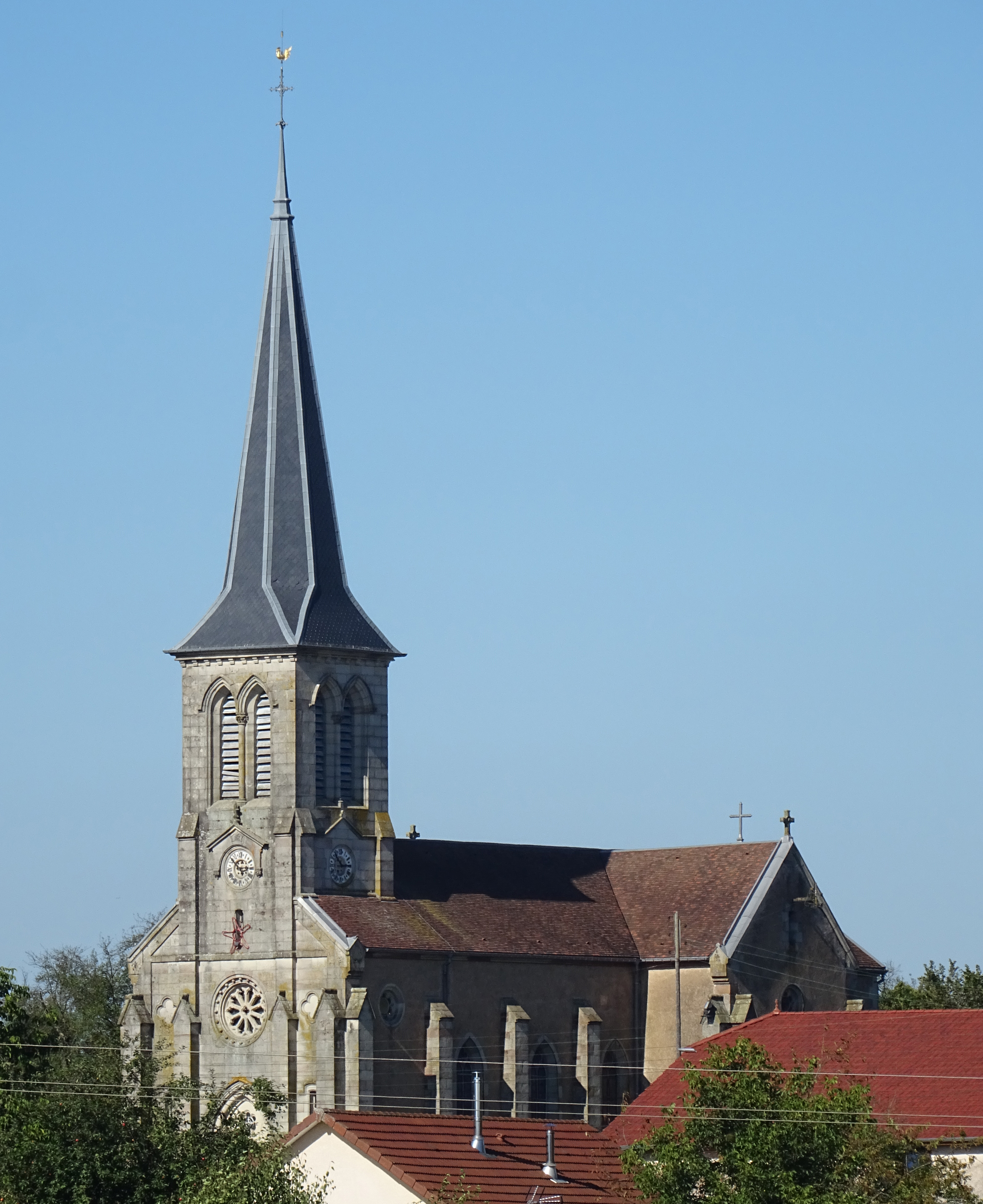
Kirche Saint-Aubin
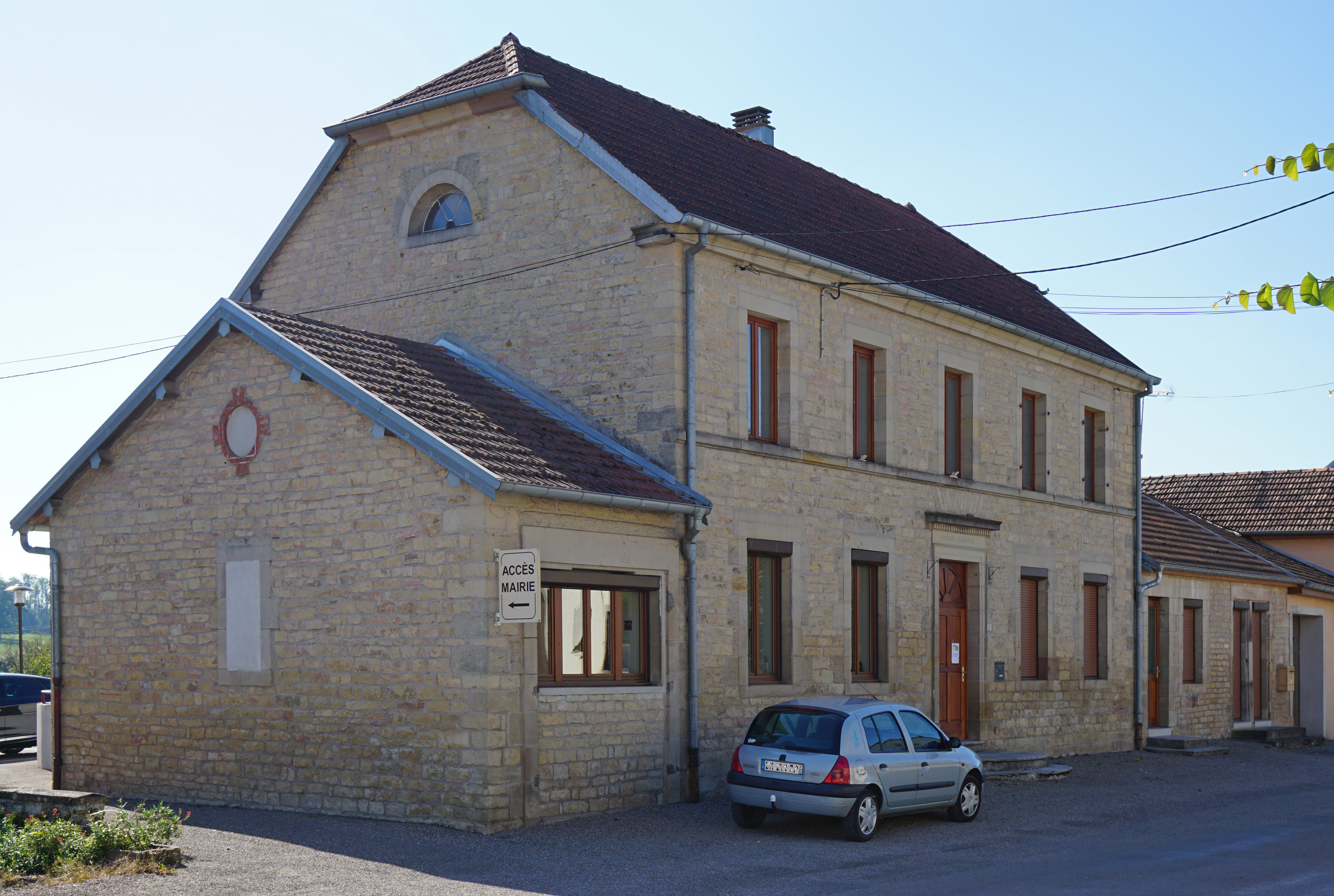
Mairie
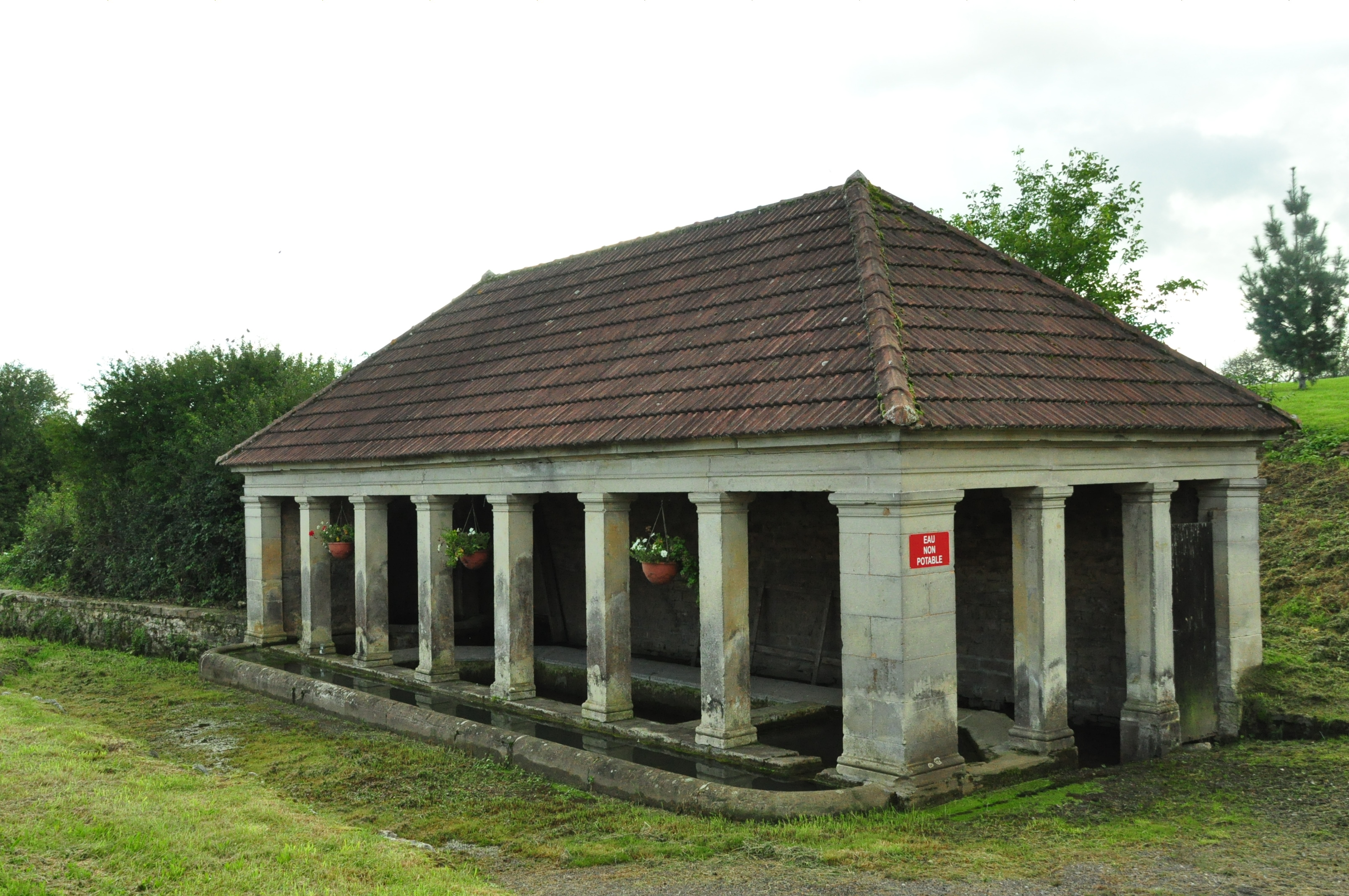
Lavoir

## Bevölkerung
| Jahr                       | 1962 | 1968 | 1975 | 1982 | 1990 | 1999 | 2006 | 2011 | 2018 |
| Einwohner                  | 191  | 181  | 163  | 216  | 201  | 212  | 268  | 322  | 321  |
| Quellen: Cassini und INSEE |      |      |      |      |      |      |      |      |      |

Mit 273 Einwohnern (1. Januar 2022) gehört Bouhans-lès-Lure zu den kleinen Gemeinden des Départements Haute-Saône. Nachdem die Einwohnerzahl in der ersten Hälfte des 20. Jahrhunderts deutlich abgenommen hatte (1881 wurden noch 297 Personen gezählt), wurde seit Mitte der 1970er Jahre wieder ein Bevölkerungswachstum verzeichnet.

## Wirtschaft und Infrastruktur
Bouhans-lès-Lure war bis weit ins 20. Jahrhundert hinein ein vorwiegend durch die Landwirtschaft (Ackerbau, Obstbau und Viehzucht) und die Forstwirtschaft geprägtes Dorf. Heute gibt es einige Betriebe des lokalen Kleingewerbes. In den letzten Jahrzehnten hat sich das Dorf zu einer Wohngemeinde gewandelt. Viele Erwerbstätige sind deshalb Wegpendler, die in den größeren Ortschaften der Umgebung ihrer Arbeit nachgehen.
Die Ortschaft liegt abseits der größeren Durchgangsachsen an einer Departementsstraße, die von Lure nach Adelans führt. Weitere Straßenverbindungen bestehen mit Quers und Amblans-et-Velotte.